# La ascensión del gran mal
La ascensión del gran mal (en el francés original, L'Ascension du haut mal) es una novela gráfica del autor francés David B., publicada originalmente en seis volúmenes por L'Association entre 1996 y 2003. La obra destaca por la sinceridad -la crudeza, en ocasiones- con que aborda algunos sucesos de su vida familiar, así como por su original y sugerente estilo de dibujo. 

## Argumento
La ascensión del gran mal es un relato autobiográfico, en que el narra gráficamente su infancia y juventud, presididas obsesivamente por la enfermedad de su hermano, la epilepsia (el gran mal). En opinión del crítico Quim Pérez, la obra tiene, sin embargo, varias lecturas posibles, que van desde la crónica médica al relato de formación del propio autor, con calas en la historia militar de Francia y la mitología.

## Estilo
La ascensión del gran mal destaca por sus viñetas abigarradas y sin embargo equilibradas, así como por la capacidad de David B. para presentar de forma visual conceptos de una gran abstracción.

## Trayectoria editorial
| Título | Número de páginas | Publicación original | Publicación en España |
| ------ | ----------------- | -------------------- | --------------------- |
| Tome 1 | 52                | L'Association, 1996  | Sinsentido, 2001      |
| Tome 2 | 60                | L'Association, 1997  | Sinsentido, 2001      |
| Tome 3 | 52                | L'Association, 1998  | Sinsentido, 2002      |
| Tome 4 | 52                | L'Association, 1999  | Sinsentido, 2003      |
| Tome 5 | 60                | L'Association, 2000  | Sinsentido, 2006      |
| Tome 6 | 86                | L'Association, 2003  | Sinsentido, 2007      |

En 2005 la editorial estadounidense Pantheon Books la recopiló en un único tomo.

## Premios
La serie recibió varias nominaciones en el Festival de Cómic de Angulema: en 2000, el tomo 4º obtuvo el premio al mejor guion, y dos tomos de la serie, el 2º y el 6º, fueron nominados como mejor álbum del año, en 1998 y 2004, respectivamente. 

## Valoración
Para muchos críticos, es la obra más importante de la historieta francesa de los años 90. Su influencia es insoslayable en obras como Persépolis de Marjane Satrapi.